# Claudio Lostanau
Claudio Lostanau (* 1. März 1939 in Peru; † 21. November 2016), auch bekannt unter dem Spitznamen El Maestro, war ein peruanischer Fußballspieler, der im Mittelfeld agierte und nach seiner aktiven Laufbahn als Trainer tätig war.

## Leben
Lostanau kam 1960 im Alter von 19 Jahren nach Mexiko, wo er zunächst für die Rayados de Monterrey spielte. 1965 wechselte er zu Deportivo Toluca und wurde mit den Diablos Rojos in der Saison 1966/67 mexikanischer Meister.
Zwischen 1967 und 1969 stand er erneut bei Monterrey unter Vertrag, spielte in den nächsten vier Jahren von 1969 bis 1973 für den CF Laguna und beendete seine aktive Laufbahn in der Saison 1973/74 in Diensten der Gallos de Jalisco.
In der Saison 1975/76 war er Cheftrainer der Tigres de la UANL und gewann mit ihnen auf Anhieb die Copa México. Nach seinem vorzeitigen Rauswurf in der folgenden Saison war Lostanau 1980 noch einmal als Cheftrainer der Tigres im Einsatz. Dazwischen hatte er in der Saison 1977/78 Atlas Guadalajara trainiert, mit dem er in die zweite Liga abstieg. 1997 trainierte er seinen Exverein Monterrey, in dessen Diensten sein Leben in Mexiko 1960 begann.
Nachdem er seinen Lebensmittelpunkt beinahe ein halbes Jahrhundert in Mexiko unterhalten hatte, kehrte er im April 2008 in seine Heimat zurück.

## Erfolge

### Als Spieler
- Mexikanischer Meister: 1966/67 (mit Toluca)

### Als Trainer
- Mexikanischer Pokalsieger: 1975/76 (mit UANL)